# Enciclopedia degli idrocarburi
L'Enciclopedia degli idrocarburi è un'enciclopedia specialistica sul settore economico degli idrocarburi, intesi come petrolio e gas naturale (settore oil & gas), edita dall'Istituto dell'Enciclopedia Italiana Treccani in collaborazione con Eni.

## Edizioni
La prima versione dell'opera fu pubblicata nel 1962, come Enciclopedia del petrolio e del gas naturale, per volere di Enrico Mattei e sotto la direzione di Mario Giordani.
Una nuova versione dell'opera è stata realizzata nel 2003, in occasione del 50º anniversario della costituzione dell'Eni, e pubblicata nel 2005, con il contributo di 233 autori. Resa disponibile gratuitamente su Internet, è stata presentata il 16 giugno 2009 all'Accademia Nazionale dei Lincei, dove Paolo Scaroni, amministratore delegato di Eni, l'ha definita la prima nel suo genere per ampiezza della trattazione.
Per celebrare il cinquantesimo anniversario della fondazione dell'ENI, si è deciso di ripensare il testo integralmente e a giugno 2009 è stata pubblicata infine un'opera bilingue aggiornata con il titolo "Enciclopedia degli idrocarburi". In virtù del carattere internazionale assunto dalla stessa ENI, questa edizione è stata tradotta e pubblicata anche il titolo di Encyclopaedia of Hydrocarbons.

## Contenuti
L'enciclopedia è rivolta a lettori specialisti e non, e tratta sia gli aspetti scientifici e tecnologici dell'industria petrolifera e estrattiva, sia gli aspetti economici e politici, che rendono l'argomento di primaria importanza nello scenario internazionale.
A differenza del modello a lemmi dell'opera del 1963, la nuova enciclopedia è organizzata in maniera tematica e non alfabetica, riprendendo un'impostazione più affine ai trattati della letteratura tecnica che le enciclopedia monografiche classiche.
La vecchia edizione alfabetica è costituita da 8 volumi, mentre l'edizione tematica è di 5 volumi di circa 800 pagine ciascuno:
1. Esplorazione, produzione e trasporto
  1. Geoscienze
  2. Esplorazione petrolifera
  3. Perforazione e completamento dei pozzi
  4. Caratteristiche dei giacimenti e relativi studi
  5. Fase di sviluppo dei giacimenti petroliferi
  6. Fase di produzione dei giacimenti
  7. Trasporto idrocarburi e stoccaggio gas
2. Raffinazione e petrolchimica
  1. Industria della raffinazione: aspetti generali
  2. Processi di distillazione
  3. Processi con valenza ambientale
  4. Processi per migliorare la qualità delle benzine
  5. Processi di conversione termica
  6. Processi di conversione catalitica
  7. Processi per la riduzione dei residui
  8. Produzione dei lubrificanti
  9. Sicurezza e protezione ambientale nelle raffinerie
  10. Industria petrolchimica: prodotti di base e filiere produttive
  11. Produzione di intermedi per la petrolchimica
  12. Materiali polimerici
3. Nuovi sviluppi: energia, trasporti, sostenibilità
  1. Dalle fonti primarie al mercato
  2. Idrocarburi da fonti fossili non convenzionali e alternative
  3. Nuove tecnologie per upstream
  4. Vettori energetici
  5. Generazione elettrica da fonti fossili
  6. Generazione elettrica da fonti rinnovabili
  7. Confronto fra sistemi energetici
  8. Autotrazione
  9. Sostenibilità
  10. Ambiente
4. Economia, politica, diritto degli idrocarburi
  1. Risorse minerarie tra scarsità e crescita
  2. I fondamentali economici degli idrocarburi
  3. Politiche pubbliche e industria petrolifera
  4. Forme di mercato e politiche di prezzo del petrolio e del metano
  5. Gli attori dell'industria degli idrocarburi e le strategie delle imprese
  6. L'industria del gas naturale dal monopolio alla concorrenza
  7. Geopolitica e sicurezza
  8. I paesi produttori-esportatori
  9. Scenari prospettici
  10. Il diritto internazionale
  11. Il diritto sovranazionale
  12. La disciplina nazionale dell'industria degli idrocarburi
  13. La contrattualistica e la soluzione delle controversie
5. Strumenti (contiene fondamenti di chimica e fisica rilevanti per il settore e le appendici)
  1. Natura e caratteristiche degli idrocarburi
  2. Equilibri fisici e chimici
  3. Superfici e sistemi dispersi
  4. Moto dei fluidi
  5. Cinetica e catalisi
  6. Aspetti processistici
  7. Combustione e detonazione
  8. Aspetti matematici e modellistici
  9. Materiali

- Appendice
  - Storia dell'upstream
  - Principali produttori di idrocarburi
  - Dizionario